# Lutjanus ambiguus
Lutjanus ambiguus är en fiskart som först beskrevs av Poey, 1860.  Lutjanus ambiguus ingår i släktet Lutjanus och familjen Lutjanidae. Inga underarter finns listade i Catalogue of Life.